# Sun-4
Sun-4 is een serie Unix-werkstations en -servers die door Sun Microsystems in 1987 werd gelanceerd. De eerste modellen uit de Sun-4-serie waren systemen gebaseerd op de VMEbus vergelijkbaar met de eerdere Sun-3-serie, maar met microprocessors gebaseerd op Sun's eigen SPARC V7 RISC-architectuur in plaats van microprocessors uit de Motorola 68000-familie die in eerdere Sun-modellen gebruikt werden.
In 1989 liet Sun de benaming "Sun-4" voor marketingdoeleinden vallen en begon het de namen SPARCstation en SPARCserver te gebruiken voor nieuwe modellen, hoewel vroege SPARCstation/server-modellen ook modelnummers uit de Sun-4-serie kregen toegewezen. Zo stond het SPARCstation 1 ook wel bekend als de Sun 4/60. Deze praktijk werd afgebouwd met de introductie van de SPARCserver 600MP-serie in 1991. De term Sun-4 werd wel nog steeds gebruikt in een technische context om de basishardware-architectuur van alle op SPARC gebaseerde Sun-systemen te identificeren.

## Modellen
Dit is een chronologisch overzicht van modellen op basis van de Sun-4-architectuur:
| Model | Naam                              | Codenaam | CPU-kaart | CPU                                                       | CPU MHz   | Maximum RAM | Chassis                                   |
| ----- | --------------------------------- | -------- | --------- | --------------------------------------------------------- | --------- | ----------- | ----------------------------------------- |
| 4/260 | —                                 | Sunrise  | Sun 4200  | Fujitsu SF9010 IU, Weitek 1164/1165 FPU                   | 16,67 MHz | 128 MB      | 12-slot VME (deskside)                    |
| 4/280 | —                                 | Sunrise  | Sun 4200  | Fujitsu SF9010 IU, Weitek 1164/1165 FPU                   | 16,67 MHz | 128 MB      | 12-slot VME (rackmount)                   |
| 4/110 | —                                 | Cobra    | Sun 4100  | Fujitsu MB86900 IU, Weitek 1164/1165 FPU (optioneel)      | 14,28 MHz | 32 MB       | 3-slot VME (desktop of deskside)          |
| 4/150 | —                                 | Cobra    | Sun 4100  | Fujitsu MB86900 IU, Weitek 1164/1165 FPU (optioneel)      | 14,28 MHz | 32 MB       | 6-slot VME (deskside)                     |
| 4/310 | —                                 | Stingray | Sun 4300  | Cypress Semiconductor CY7C601, Texas Instruments 8847 FPU | 25 MHz    | 32 MB       | 3-slot VME (desktop of deskside)          |
| 4/330 | SPARCstation 330, SPARCserver 330 | Stingray | Sun 4300  | Cypress Semiconductor CY7C601, Texas Instruments 8847 FPU | 25 MHz    | 96 MB       | 3-slot VME met 2 geheugenslots (deskside) |
| 4/350 | —                                 | Stingray | Sun 4300  | Cypress Semiconductor CY7C601, Texas Instruments 8847 FPU | 25 MHz    | 224 MB      | 5-slot VME (desktop of deskside)          |
| 4/360 | —                                 | Stingray | Sun 4300  | Cypress Semiconductor CY7C601, Texas Instruments 8847 FPU | 25 MHz    | 224 MB      | 12-slot VME (deskside)                    |
| 4/370 | SPARCstation 370, SPARCserver 370 | Stingray | Sun 4300  | Cypress Semiconductor CY7C601, Texas Instruments 8847 FPU | 25 MHz    | 224 MB      | 12-slot VME (deskside)                    |
| 4/380 | —                                 | Stingray | Sun 4300  | Cypress Semiconductor CY7C601, Texas Instruments 8847 FPU | 25 MHz    | 224 MB      | 12-slot VME (rackmount)                   |
| 4/390 | SPARCserver 390                   | Stingray | Sun 4300  | Cypress Semiconductor CY7C601, Texas Instruments 8847 FPU | 25 MHz    | 224 MB      | 16-slot VME (rackmount)                   |
| 4/470 | SPARCstation 470, SPARCserver 470 | Sunray   | Sun 4400  | Cypress Semiconductor CY7C601, Texas Instruments 8847 FPU | 33 MHz    | 768 MB      | 16-slot VME (deskside)                    |
| 4/490 | SPARCserver 490                   | Sunray   | Sun 4400  | Cypress Semiconductor CY7C601, Texas Instruments 8847 FPU | 33 MHz    | 768 MB      | 16-slot VME (rackmount)                   |

1. ↑  Sun 4/110 geüpgraded met de Sun 4300 CPU-kaart
2. ↑  Sun 4/150 geüpgraded met de Sun 4300 CPU-kaart
3. ↑  Sun 4/260 geüpgraded met de Sun 4300 CPU-kaart
4. ↑  Sun 4/280 geüpgraded met de Sun 4300 CPU-kaart

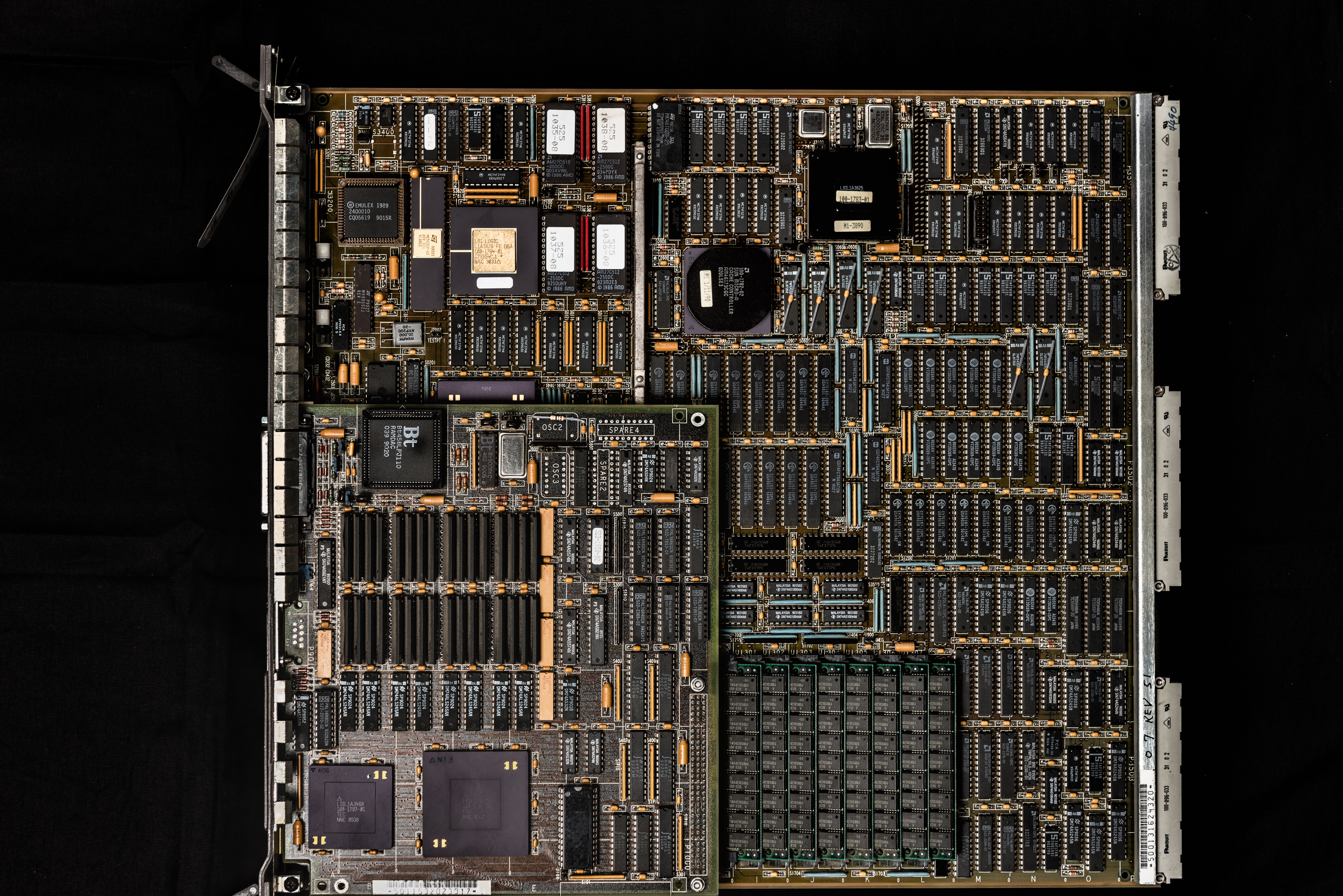
SPARCstation 330 moederbord
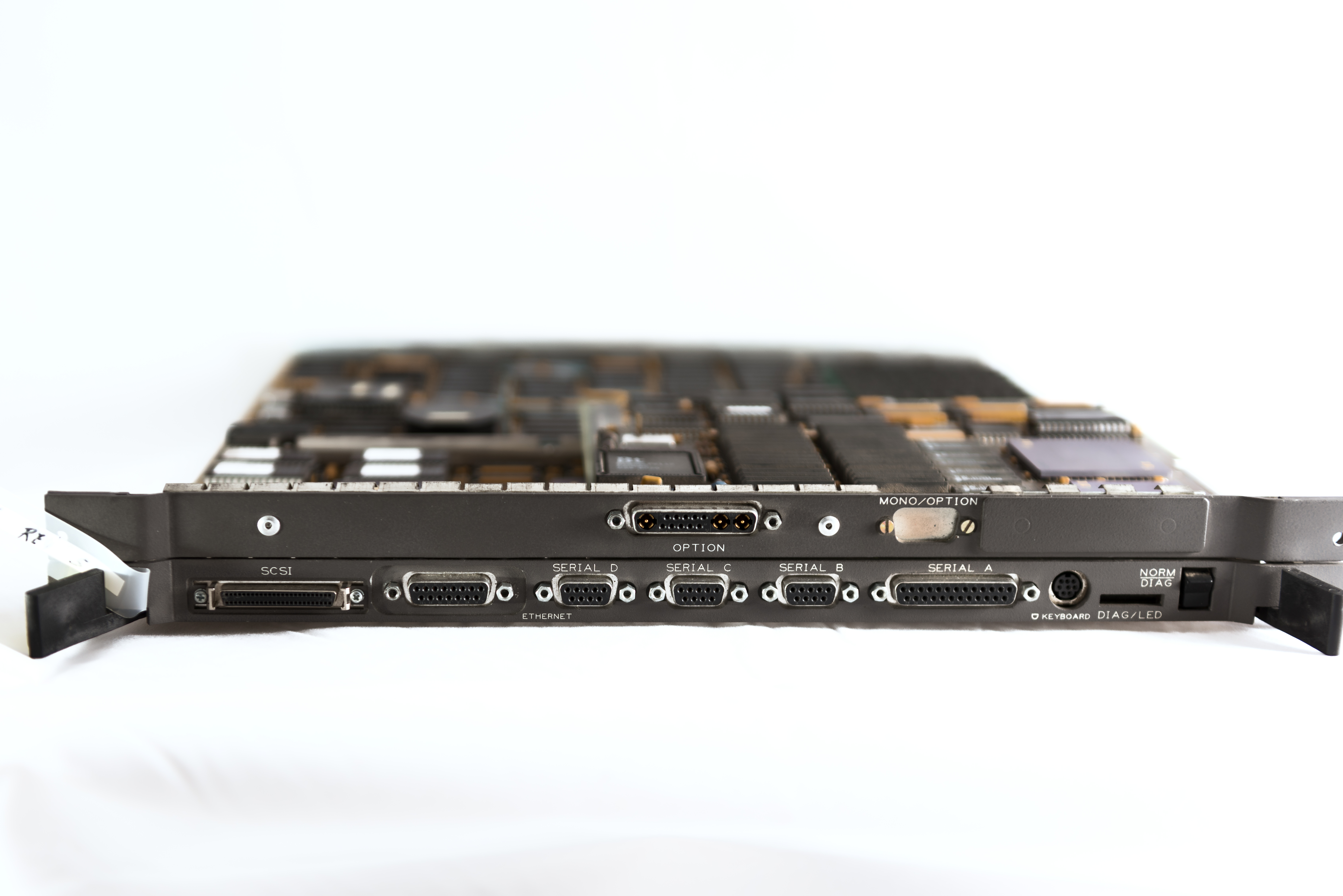
SPARCstation 330 moederbord, connectoren aan de voorzijde
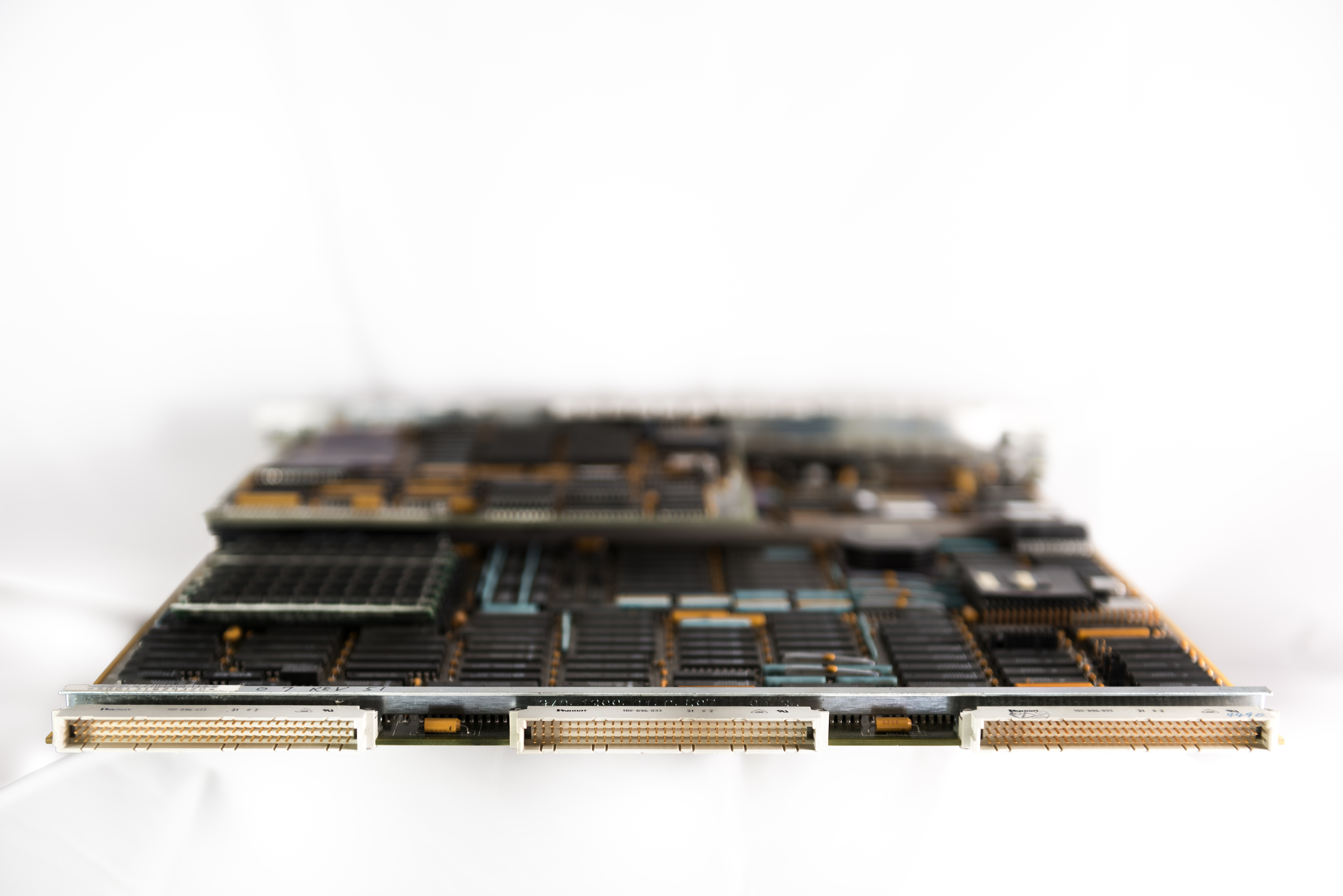
SPARCstation 330 moederbord, VMEbus connectoren aan de achterzijde

## Sun-4-architectuurvarianten
Sun-4 verwijst naar de op VME gebaseerde architectuur die hierboven is beschreven en wordt gebruikt in de reeksen Sun 4/100, 4/200, SPARCserver 300 en SPARCserver 400. De Sun-4-architectuur werd ondersteund vanaf SunOS 3.2 en in Solaris 2.1 tot 2.4.
Vervolgens werden verschillende variaties op de Sun-4-architectuur ontwikkeld en gebruikt in latere computersystemen die door Sun en andere leveranciers geproduceerd werden. Deze omvatten:
Sun-4c(de "c" staat vermoedelijk voor "campus", de codenaam van het eerste Sun-4c-model, het SPARCstation 1) Dit werkstation gebruikte de 32-bits SBus in plaats van VME en introduceerde een nieuw MMU-ontwerp. Wordt ondersteund vanaf SunOS 4.0.3c en door Solaris 2.0 tot 7.
Sun-4eEen hybride Sun-4c/VME-architectuur die gebruikt werd in de SPARCengine 1 (Sun 4/E) VME embedded controller. Dit bord is oorspronkelijk ontworpen door Force Computers en in licentie gegeven aan Sun. Wordt ondersteund door SunOS 4.0.3e en 4.1e en door Solaris 2.1 tot 2.4.
Sun-4mOorspronkelijk een Sun-4-variant met meerdere processors, gebaseerd op de MBus-processormodule die geïntroduceerd werd in de SPARCserver 600MP-serie. De Sun-4m-architectuur omvatte later ook niet-MBus uniprocessorsystemen zoals het SPARCstation 5, dat gebruik maakte van processors op basis van de SPARC V8-architectuur. Wordt ondersteund vanaf SunOS 4.1.2 en door Solaris 2.1 tot 9. Ondersteuning voor de SPARCserver 600MP werd geschrapt na Solaris 2.5.1.
Sun-4d(de "d" staat voor "dragon", de codenaam van de SPARCcenter 2000) Een high-end multiprocessorarchitectuur, gebaseerd op de XDBus-processorinterconnect, schaalbaar tot 20 processors. De enige Sun-4d-systemen die door Sun werden geproduceerd waren de SPARCserver 1000 en de SPARCcenter 2000. De Cray CS6400 was in wezen ook een Sun-4d-machine (sun4d6), hoewel er een aangepaste versie van Solaris voor nodig was. Wordt ondersteund door Solaris 2.2 tot 8.
Sun-4u(de "u" staat voor "UltraSPARC") Deze variant introduceerde de 64-bits SPARC V9-processorarchitectuur en de UPA-processorinterconnect die voor het eerst werden gebruikt in de Sun Ultra-serie. Wordt ondersteund door 32-bits versies van Solaris vanaf versie 2.5. De eerste 64-bits Solaris-versie voor sun4u is Solaris 7. UltraSPARC I-ondersteuning werd geschrapt na Solaris 9. Solaris 10 ondersteunt Sun4u-implementaties van UltraSPARC II tot UltraSPARC IV.
Sun-4u1Wordt gebruikt om de serverarchitectuur van de Sun Enterprise 10000 (Starfire) server met 64 processors te identificeren. De Starfire wordt ondersteund vanaf Solaris 2.5.1.
Sun-4usEen variant van Sun-4u die specifiek is voor Fujitsu PRIMEPOWER-systemen op basis van SPARC64 V-processors.
Sun-4v(de "v" staat vermoedelijk voor "virtualized") Een variatie op Sun-4u met processorvirtualisatie via een hypervisor, geïntroduceerd in de UltraSPARC T1 (Niagara) multicoreprocessor. Wordt ondersteund door Solaris 10 vanaf release 3/05 HW2 en door Solaris 11.